# Filenchus vulgaris
Filenchus vulgaris är en rundmaskart. Filenchus vulgaris ingår i släktet Filenchus, och familjen Tylenchidae. Arten är reproducerande i Sverige.